# Sede do BankBoston
Sede do BankBoston és un gratacel de 145 m i 35 pisos situat a la ciutat de São Paulo, Brasil. Es va completar l'any 2002. En el moment de la seva inauguració, va ser el gratacel més alt de l'Amèrica del Sud, superat el 2005 per les Torres El Faro de Buenos Aires.